# جایزه بزرگ فرانسه ۱۹۵۷
جایزه بزرگ فرانسه ۱۹۵۷ (انگلیسی: ‎1957 French Grand Prix‎) یک مسابقهٔ موتوری در رشتهٔ اتومبیل‌رانی فرمول یک بود که در تاریخ ۷ ژوئیهٔ ۱۹۵۷ در قوایه-لیس-سارتس واقع در گراند-کورون، فرانسه برگزار شد. این گراند پری در میان ۸ گراند پری در فصل ۱۹۵۷، مسابقهٔ شمارهٔ ۴ بود.
در این مسابقه که در ۷۷ دور و به مسافت ۵۰۳٫۷۳۴ کیلومتر (۳۱۳٫۰۰۶ مایل) برگزار شد، پول پوزیشن توسط خوان مانوئل فانخیو کسب شد و سریع‌ترین زمان برای طی یک دور پیست که برابر با ۲:۲۲٫۴ بود نیز توسط لوییجی موسو به ثبت رسید.
خوان مانوئل فانخیو از تیم مازراتی، لوییجی موسو از تیم فراری و پیتر کالینز از تیم فراری به‌ترتیب مقام‌های اول تا سوم مسابقه را کسب کردند.

## رده‌بندی قهرمانی پس از مسابقه
| رده‌بندی قهرمانی رانندگان \| \| جایگاه \| راننده \| امتیاز \| \| -------- \| ------ \| ------------------ \| ------ \| \| \| ۱ \| خوان مانوئل فانخیو \| ۲۵ \| \| \| ۲ \| سم هنکس \| ۸ \| \| ۳۴ \| ۳ \| لوییجی موسو \| ۷ \| \| ۱ \| ۴ \| جیم رتمان \| ۷ \| \| ۱ \| ۵ \| ژان بهرا \| ۶ \| \| منبع:[۱] \| \| \| \| |        |                    |        |
| | جایگاه | راننده             | امتیاز |
| | ۱      | خوان مانوئل فانخیو | ۲۵     |
| | ۲      | سم هنکس            | ۸      |
| ۳۴ | ۳      | لوییجی موسو        | ۷      |
| ۱ | ۴      | جیم رتمان          | ۷      |
| ۱ | ۵      | ژان بهرا           | ۶      |
| منبع: |        |                    |        |

یادداشت
- تنها پنج جایگاه نخست از هر رده‌بندی نمایش داده شده‌است.